# 左翼・エコロジー・自由
左翼・エコロジー・自由（さよく・エコロジー・じゆう、Sinistra Ecologia Libertà, SEL）は、かつて存在したイタリアの政党の一つ。環境社会主義、民主社会主義をかかげていた。党の綱領によれば、党是は「平和・非暴力、雇用・社会正義、経済社会の知的･生態学的転換」である。2012年12月には125074人の党員（その大多数は60歳以下）を抱え、イタリアの政党の中で4番目の規模であった。
2009年の欧州議会議員選挙に向けて結成された政党連合「左翼・自由」（Sinistra e Libertà, SL）の後継政党である。SLは、議席獲得に必要な4%条項を超えることができなかったが、政党としての組織化に向けた準備を進めることになった。しかし、緑の連盟やイタリア社会党が党内対立の結果、SLから離脱するなど、新党結成には紆余曲折があった。2009年12月のローマで、党名に「エコロジー」を加えて「左翼・エコロジー・自由」と名乗ることが決定され、2010年10月22-24日にフィレンツェで創設大会が開催され、ニッチ・ヴェンドラが党首に選出された。
2010年の地方選挙では、イタリア社会党と協力関係を築き、イタリア中部および南部で善戦し、とくにプッリャ州の選挙ではヴェンドラが州知事に再選された。また2011年5月、ミラノとカリャリでSELの推薦する候補が市長に当選した。
2013年2月の総選挙では、SELは、中道左派の政党連合「イタリア良きコムーネ」(Italia Bene Comune)に加わり、下院で37名、上院で7名の当選者を得た。
2016年12月17日、SELは解党した。2017年2月19日に後継のイタリア左翼（Sinistra Italiana, SI）が正式に政党として出発した。